# Nuremberg (film)
Nuremberg är en amerikansk historisk dramafilm, som har en planerad premiär i september 2025 på Toronto International Film Festival. Filmen är regisserad av James Vanderbilt efter ett manus skrivet av Vanderbilt baserat på Jack El-Hais roman.

## Handling
Berättar historien om Douglas Kelleys möten med den grupp nazistiska krigsförbrytare som ställdes inför rätta efter krigets slut. Kelley den första allierade psykiatern som utvärderade nazistledare som Rudolf Hess, Julius Streicher och Karl Dönitz.

## Rollista (i urval)
- Rami Malek - Douglas Kelley
- Russell Crowe - Hermann Göring
- Leo Woodall - Sgt. Howie Triest
- Michael Shannon - Robert H. Jackson
- Richard E. Grant - David Maxwell Fyfe
- Colin Hanks - Gustave Gilbert
- John Slattery - Burton C. Andrus
- Wrenn Schmidt - Elsie Douglas
- Lotte Verbeek - Emmy Göring
- Mark O'Brien - John Amen
- Andreas Pietschmann - Rudolf Hess
- Steven Pacey - George C. Marshall
- Paul Antony-Barber - Francis Biddle
- Wolfgang Cerny - Baldur von Schirach